# Igreja Evangélica Presbiteriana na Bolívia
A Igreja Evangélica Presbiteriana na Bolívia (em espanhol Iglesia Evangélica Presbiteriana en Bolivia) é uma denominação reformada na Bolívia, fundada em 1983, por missionários da Igreja Presbiteriana na Coreia (TongHap).

## História
Em 1983, o Rev. Chong-Moo Park, missionário da Igreja Presbiteriana na Coreia (TongHap) chegou a Bolívia e iniciou a plantação de igrejas em La Paz e El Alto.
Depois de três meses ele partiu, mas voltou, junto com outros missionários coreanos, no mesmo ano e abriu uma primeira igreja no bairro de Rio Secco ( El Alto ). Os esforços de evangelização levantaram ou estabeleceram outras igrejas. Uma missão coreana abriu uma escola que mais tarde se tornou uma Universidade Cristã da Bolívia.
Em 1º de março de 1987, a denominação foi oficialmente organizada e registrada no Governo da Bolívia.
Em 1990, Chong-Moo Park foi substituído por Ki Joon Choi; em 1996 ele foi sucedido por Joi-Wook Kwak.
Nos anos que se seguiram, a denominação cresceu de forma constante. Em 2006, tinha um total de 12 igrejas, 12 pastores e 1.500 membros.

## Doutrina
A IEPB adota a Confissão de Fé de Westminster e se opõe a ordenação de mulheres.

## Relações Intereclesiásticas
A denominação é membro da Comunhão Mundial das Igrejas Reformadas.
Em 2010, enviou um delegado para participar do Supremo Concílio da Igreja Presbiteriana do Brasil.